# Cratere Atlas

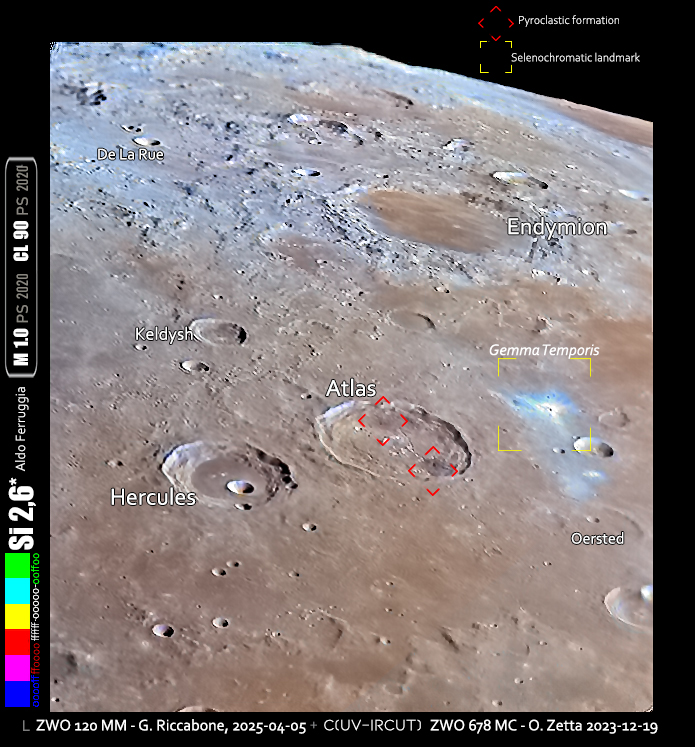
Immagine dell'area centrata sul cratere Atlas in formato Si

Atlas è un cratere lunare di 88,12 km situato nella parte nord-orientale della faccia visibile della Luna.
Il cratere è dedicato ad Atlante, figura della mitologia greca.

## Crateri correlati
Alcuni crateri minori situati in prossimità di Atlas sono convenzionalmente identificati, sulle mappe lunari, attraverso una lettera associata al nome.
| Atlas | Coordinate            | Diametro (in km) |
| ----- | --------------------- | ---------------- |
| A     | 45°20′24″N 49°33′36″E | 22,22            |
| D     | 50°24′N 49°39′E       | 25,82            |
| E     | 48°36′36″N 42°30′00″E | 57,98            |
| G     | 50°43′48″N 46°28′12″E | 21,42            |
| L     | 51°19′48″N 48°37′12″E | 5,39             |
| P     | 49°39′36″N 53°00′00″E | 26,9             |
| W     | 44°25′48″N 44°13′12″E | 4,31             |
| X     | 45°07′12″N 45°06′00″E | 5,02             |